# Habeas corpus (film 1928)
Habeas corpus (noto col recente titolo italiano Paura al cimitero) è una comica muta del 1928 diretta da James Parrott e Leo McCarey interpretata da Laurel & Hardy.
Negli anni ottanta Enzo Garinei e Giorgio Ariani hanno doppiato rispettivamente Stanlio e Ollio con le musiche di Piero Montanari, rendendo così sonoro il film.

## Trama
L'eccentrico professor Padilla, durante la cena, ha un'idea per un esperimento per realizzare il quale ha la necessità di un cadavere. Proprio in quel momento, suonano alla porta di casa sua Stanlio e Ollio, due vagabondi, che chiedono a Ledoux, il maggiordomo del professore, un toast imburrato. Prima che il maggiordomo possa rispondere, interviene il professore che fa accomodare in salotto i due amici e offre loro ben 500 dollari se gli porteranno, quella notte stessa, un cadavere prelevato dal cimitero.  Pur con qualche titubanza i due accettano, sempre più perplessi dal comportamento del professore che continua a far cadere la cenere del sigaro che sta fumando nel taschino della giacca in cui, alla fine, mette anche il mozzicone e versa pure un bicchiere d'acqua per spegnerlo. Nel frattempo, sentito l'incarico che i due amici dovranno svolgere per conto del professore, il maggiordomo, che è, in verità, un agente sotto copertura che teneva d'occhio da tempo Padilla, in quanto ritenuto pazzo, telefona di nascosto al suo superiore, riferendogli il proposito del professore. A Ledoux viene ordinato di seguire i due uomini che si recheranno al cimitero mentre altri agenti verranno inviati per "prendersi cura" del professore. Poco dopo, infatti, quando Stanlio e Ollio sono già usciti per svolgere la loro missione, un gruppo di poliziotti arresta il professore e lo porta via non senza che Padilla si esibisca in qualche passo di danza spagnola, a riprova della sua follia. Intanto, opportunamente equipaggiati con pale, lanterna e sacco, i due amici si recano al cimitero. Dopo qualche contrattempo con un palo segnaletico da poco verniciato che non mancherà di "abbellire" la giacca e il fondo dei pantaloni di Ollio, i due, sempre più spaventati, raggiungono il cimitero. Essi non sanno che sono stati seguiti dal poliziotto, munito di un lenzuolo bianco, che si nasconde nell'oscurità. Davanti all'ingresso del cimitero, Ollio dice a Stanlio di entrare e scavare mentre egli resterà presso il cancello per "proteggerlo". Titubante ed impaurito, Stanlio si mette al lavoro ma quando l'agente di polizia starnutisce tra i cespugli, in preda al terrore, scappa verso l'uscita. Ollio, però, lo rimanda immediatamente dentro. Tutta questa attività attira l'attenzione del guardiano del cimitero che viene ben presto coinvolto nel clima di paura generale creatosi, inciampando nel poliziotto ancora con il lenzuolo addosso. Stanlio scappa seguito dal guardiano che chiude a chiave il cancello del cimitero. Adesso per rientrare i due amici devono scavalcare il muro di cinta ma Stanlio sembra non comprendere il piano del suo amico per issarsi al di sopra di esso. Dopo vari tentativi Stanlio ce la fa ma le cose si complicano per via di una tartaruga (ed altri animali) su cui Stanlio ha appoggiato la lanterna e che dà fuoco al lenzuolo che riveste il poliziotto tra i cespugli, facendolo correre su e giù ed atterrendo per l'ennesima volta Stanlio che salta con facilità il muro per portarsi al di fuori del cimitero. Una volta fuori, però, Ollio vuole che rientri e, memore delle difficoltà precedenti, è lui stesso che spicca un salto per provare ad aggrapparsi alla sommità del muro. Ci riesce ma immediatamente dopo il muro cede sotto il suo peso. Si crea, così, una grande breccia sebbene Ollio s'infortuni al piede destro. In ogni caso, i due adesso possono entrare facilmente e, dopo qualche altro inconveniente con il piede di Ollio e con il poliziotto travestito da fantasma ed i conseguenti momenti di terrore per i due amici, Ollio decide di portare a termine da solo il lavoro. Nel frattempo, però, il poliziotto, avvolto nel lenzuolo è finito all'interno della buca scavata da Stanlio. Quando Ollio vede il corpo all'interno della fossa, lo ritiene il cadavere che stavano cercando e così lo estrae e lo mette nel sacco che poi fa trasportare da Stanlio, mettendoglielo sulle spalle. Il sacco, però si scuce alla base ed il poliziotto può posare i piedi a terra e camminare da solo, alleviando la fatica del povero Stanlio. Dall'interno del sacco e non visto, il dispettoso Ledoux continua a terrorizzare Ollio, prima levandogli il cappello e poi mettendogli una mano in faccia. Ollio fugge, seguito dal suo amico e dal poliziotto per metà ancora nel sacco. Ollio termina nella solita, profondissima pozzanghera come anche il poliziotto ma non Stanlio che la salta e poi "ripesca" il suo amico. Quando ad emergere è anche Ledoux, ancora con il lenzuolo addosso, è il motivo per l'ennesimo spavento e l'ennesima fuga dei due amici.